# Europe orientale, Caucase et Asie centrale
Les pays d'Europe orientale, Caucase et Asie centrale (EOCAC, connus sous le signe anglais EECCA) forment un groupe de douze pays de l'ancienne URSS comprenant l'Arménie, l'Azerbaïdjan, la Biélorussie, la fédération de Russie, la Géorgie, le Kazakhstan, le Kirghizistan, la Moldavie, l'Ouzbékistan, le Tadjikistan, le Turkménistan et  l'Ukraine.
Depuis les années 1990, l'Organisation de coopération et de développement économiques (OCDE) a soutenu les pays de l'EOCAC pour les aider à concilier leurs objectifs économiques avec les préoccupations environnementales et répondre ainsi au lourd héritage environnemental du modèle soviétique de développement.
Cet appui a été fourni dans le cadre du Groupe de travail pour la mise en œuvre du « Programme d'action environnementale » (EAP Task Force).
Selon des analyses sur la production historique et les enregistrements d'utilisation, on estime qu'environ 50 % des pesticides périmés de la planète sont situés dans la région de l'EOCAC (y compris la Macédoine et la Roumanie)..